# Lijst van isomeren van decaan
Dit is een lijst van de 75 isomeren van decaan.

## Onvertakte keten
- Decaan

## Nonaan
- 2-Methylnonaan
- 3-Methylnonaan
- 4-Methylnonaan
- 5-Methylnonaan

## Octaan

### Ethyl
- 3-Ethyloctaan
- 4-Ethyloctaan

### Dimethyl
| - 2,2-Dimethyloctaan - 2,3-Dimethyloctaan - 2,4-Dimethyloctaan | - 2,5-Dimethyloctaan - 2,6-Dimethyloctaan - 2,7-Dimethyloctaan | - 3,3-Dimethyloctaan - 3,4-Dimethyloctaan | - 3,5-Dimethyloctaan - 3,6-Dimethyloctaan | - 4,4-Dimethyloctaan - 4,5-Dimethyloctaan |

## Heptaan

### Propyl
- 4-Propylheptaan   of   4-n-Propylheptaan
- 4-(1-Methylethyl)heptaan of 4-Isopropylheptaan

### Ethyl+Methyl
| - 3-Ethyl-2-methylheptaan - 3-Ethyl-3-methylheptaan | - 3-Ethyl-4-methylheptaan - 3-Ethyl-5-methylheptaan | - 4-Ethyl-2-methylheptaan - 4-Ethyl-3-methylheptaan | - 4-Ethyl-4-methylheptaan | - 5-Ethyl-2-methylheptaan |

### Trimethyl
| - 2,2,3-Trimethylheptaan - 2,2,4-Trimethylheptaan - 2,2,5-Trimethylheptaan - 2,2,6-Trimethylheptaan | - 2,3,3-Trimethylheptaan - 2,3,4-Trimethylheptaan - 2,3,5-Trimethylheptaan | - 2,3,6-Trimethylheptaan - 2,4,4-Trimethylheptaan - 2,4,5-Trimethylheptaan | - 2,4,6-Trimethylheptaan - 2,5,5-Trimethylheptaan - 3,3,4-Trimethylheptaan | - 3,3,5-Trimethylheptaan - 3,4,4-Trimethylheptaan - 3,4,5-Trimethylheptaan |

## Hexaan

### Diethyl
- 3,3-Diethylhexaan
- 3,4-Diethylhexaan

## Propyl
2-Methyl-3-isopropylhexaan

### Ethyl+Dimethyl
| - 3-Ethyl-2,2-dimethylhexaan - 3-Ethyl-2,3-dimethylhexaan - 3-Ethyl-2,4-dimethylhexaan | - 3-Ethyl-2,5-dimethylhexaan - 3-Ethyl-3,4-dimethylhexaan | - 4-Ethyl-2,2-dimethylhexaan - 4-Ethyl-2,3-dimethylhexaan | - 4-Ethyl-2,4-dimethylhexaan | - 4-Ethyl-3,3-dimethylhexaan |

### Tetramethyl
| - 2,2,3,3-Tetramethylhexaan - 2,2,3,4-Tetramethylhexaan - 2,2,3,5-Tetramethylhexaan | - 2,2,4,4-Tetramethylhexaan - 2,2,4,5-Tetramethylhexaan | - 2,2,5,5-Tetramethylhexaan - 2,3,3,4-Tetramethylhexaan | - 2,3,3,5-Tetramethylhexaan - 2,3,4,4-Tetramethylhexaan | - 2,3,4,5-Tetramethylhexaan - 3,3,4,4-Tetramethylhexaan |

## Pentaan

### Dimethyl+Propyl
- 2,4-Dimethyl-3-(1-methylethyl)pentaan of 3-Isopropyl-2,4-dimethylpentaan

### Diethyl+Methyl
- 3,3-Diethyl-2-methylpentaan

### Ethyl+Trimethyl
- 3-Ethyl-2,2,3-trimethylpentaan
- 3-Ethyl-2,2,4-trimethylpentaan
- 3-Ethyl-2,3,4-trimethylpentaan

### Pentamethyl
- 2,2,3,3,4-Pentamethylpentaan
- 2,2,3,4,4-Pentamethylpentaan